# Hectaphelia
Hectaphelia is een geslacht van vlinders van de familie bladrollers (Tortricidae).

## Soorten
- H. hectaea (Meyrick, 1911)
- H. kapakoana Razowski, 2006
- H. metapyrrha (Meyrick, 1918)
- H. periculosa Razowski, 2006
- H. pharetrata (Meyrick, 1909)
- H. tortuosa (Meyrick, 1912)